# 20266 Danielchoi
20266 Danielchoi è un asteroide della fascia principale. Scoperto nel 1998, presenta un'orbita caratterizzata da un semiasse maggiore pari a 2,2889281 UA e da un'eccentricità di 0,0798234, inclinata di 4,01721° rispetto all'eclittica.